# Raimon Casellas i Dou
Raimon Casellas i Dou (Barcelona, 7 de gener de 1855 - Sant Joan de les Abadesses, el Ripollès, 2 de novembre de 1910) fou un periodista, crític d'art, narrador modernista i col·leccionista català. Autor d'Els sots feréstecs (1901), obra considerada la primera novel·la modernista i precursora del corrent conegut com a naturalisme rural.

## Biografia
El seu pare, Josep Casellas i Santaló, torner d'ofici, va morir quan ell tenia 9 mesos. El 1864, va començar a estudiar al seminari Conciliar de Barcelona els estudis eclesiàstics: va estudiar llatinitat, humanitats fins al 1869 i filosofia fins al 1872, any en què es van morir la seva mare, Llúcia Dou i Prats, i el seu avi matern Raimon Dou i Font. Raimon Casellas, amb 17 anys, va esdevenir hereu únic i va abandonar els estudis i va fer-se càrrec del negoci familiar, una tintoreria ubicada al carrer del Bou de Sant Pere, número 9. El 30 d'octubre de 1884 es va casar amb Rafaela Escobar Manrique, nascuda a Múrcia el 1859 i emigrada a Barcelona.
Els seus primers versos, els va escriure en castellà perquè assistia a tertúlies en aquesta llengua. El 1887, es va fer soci de l'Ateneu Barcelonès i el 1889 viatja a París per veure l'Exposició Internacional i els museus de la ciutat. Casellas va començar a escriure de manera fixa com a crític d'art a L'Avenç el 31 de març de 1891. A l'Avenç hi va aportar agressivitat, manca de concessions als valors establerts i menyspreu per a la cultura catalana anterior que considerava rància, antiquada i tradicionalista.

El 17 de març de 1892, va aparèixer la seva primera crítica artística en La Vanguardia i va deixar L'Avenç. A partir de 1893 fins al 1899 va col·laborar assíduament en La Vanguardia. Els crítics Josep Yxart i Joan Sardà van ser els primers que li van reconèixer la vàlua com a crític. El mateix Yxart va dir de Casellas: 
| « | Aquell noi és poeta i ha fet de la crítica artística un gènere literari agradabilíssim, amb punts de vista nous i fondos. | » |

Casellas va potenciar i radicalitzar les propostes ja presentades anteriorment per Yxart, enfrontant-se a l'academicisme, lluitant contra la pintura històrica, contra el Cercle Artístic de Sant Lluc i defensant l'afinitat emotiva, la simplicitat i el rebuig de l'efectisme. Tots aquests conceptes foren detallats en el llibret que va escriure amb motiu d'una exposició de Rusiñol-Casas-Clarassó a la sala Parés el novembre de 1891. El text esdevingué de referència i sovint era llegit als tallers dels artistes.

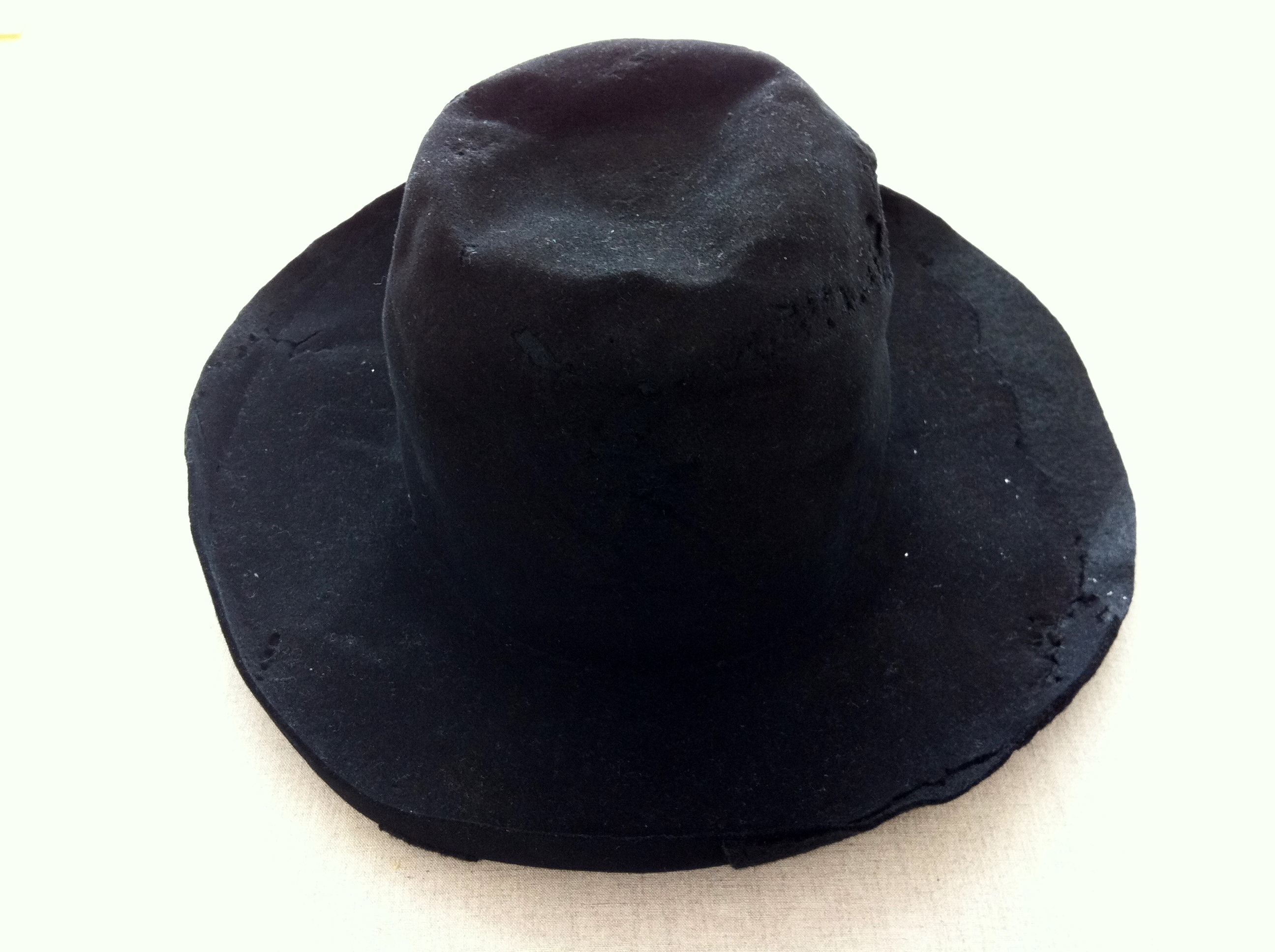
Barret de Raimon Casellas, durant un procés de restauració al Centre de Documentació i Museu Tèxtil de Terrassa

També va col·laborar en altres mitjans, com Hispània, Catalònia, Empori, Almanac de l'Esquella de la Torratxa, Cucut! i en alguna revista estrangera. La seva aportació com a crític fou molt innovadora, ja que va justificar, definir i potenciar el modernisme, i pintors com Rusiñol en els seus articles. Va donar forma i cos al modernisme.
D'altra banda va 
El 1892, va ser nomenat membre de la Junta de Museus de Barcelona, des d'on va treballar per recuperar i indexar l'art medieval català.
L'any 1893, va liquidar el negoci familiar i va visitar París amb Rusiñol i Casas. Aquesta visita va suposar la descoberta de les tendències de l'art modern. A la seva tornada, va escriure articles sobre Puvis de Chavannes, Rodin, Carrière, Whistler i Rafaelli, i va prendre part en les Festes Modernistes de Sitges, on intervingué el mateix any en la representació de La intrusa de Maeterlinck, i el 1894 va rebre un premi per la seva obra La damisel·la santa.
Casellas es va convertir en un dels crítics d'art més influents de Catalunya. Va lluitar contra la pintura de temàtica històrica, costumista i acadèmica perquè considerava que els faltava emoció i sentiment. Va defensar l'impressionisme i el luminisme, que va aplicar a les seves obres. Tanmateix, no va ser gaire receptiu a les aportacions d'alguns dels millors pintors de la jove generació, com ara Isidre Nonell. Va parlar per primera vegada a Catalunya de prerafaelitisme i de parnassianisme, i va introduir pintors com Dante Gabriel Rossetti, Burne-Jones o Puvis de Chavannes. Durant aquest temps, fou cridat per fer de jurat en diversos concursos i va col·laborar amb els Jocs Florals que dirigia Narcís Oller.

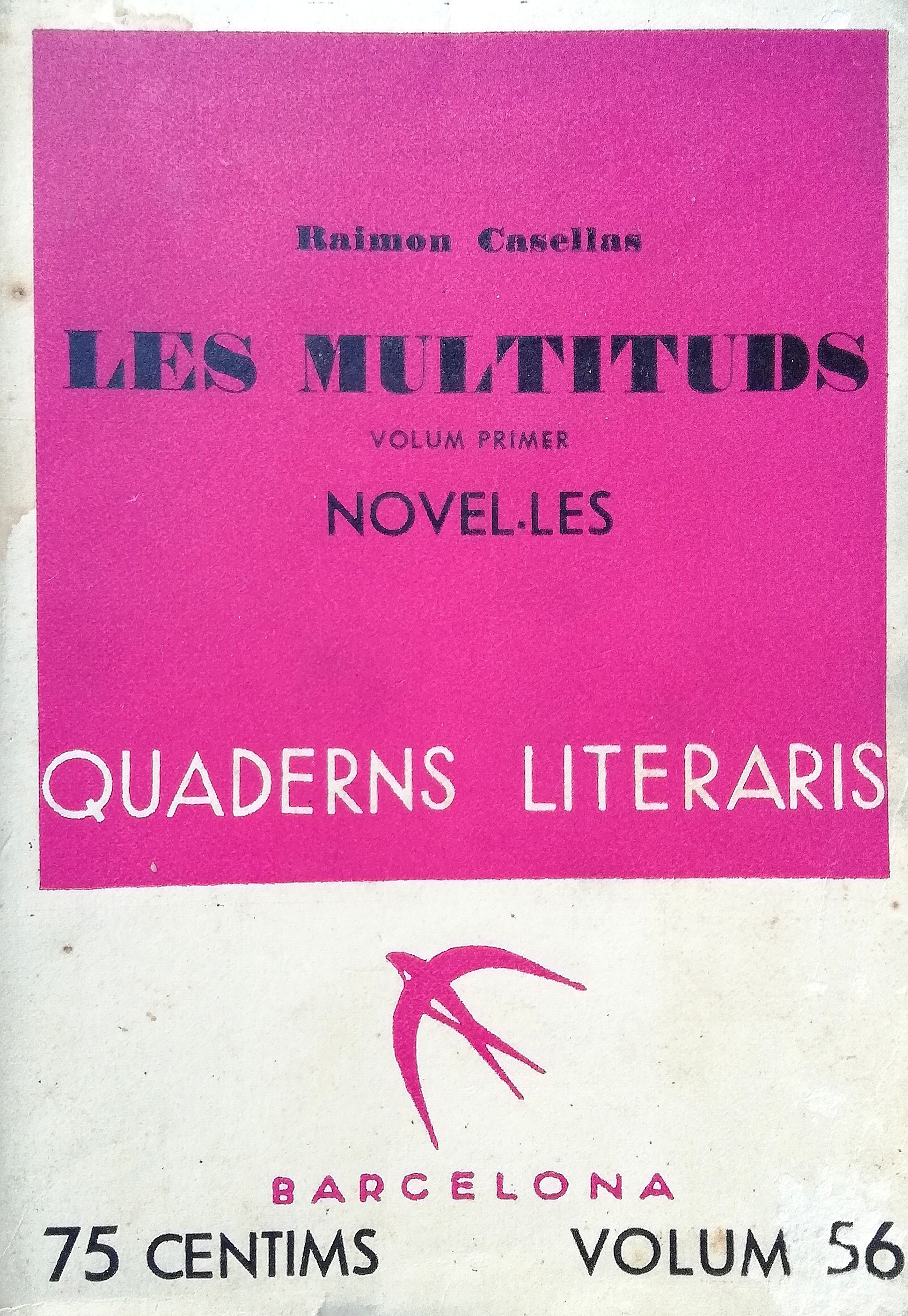
Les Multituds (volum primer) obra de Raimon Casellas, publicat per Quaderns Literaris l'any 1935

A partir del 1896, va començar a apropar-se ideològicament al catalanisme polític, proposant als artistes catalans que presentessin les seves millors obres a Barcelona i no a les Exposicions Nacionals de Madrid, on es defensava en excés l'academicisme i no s'apreciaven les noves tendències existents a Catalunya. Casellas criticava la manca d'un mercat intern de col·leccionisme a Catalunya i proposava Europa com a alternativa a Espanya, argumentant que no s'assumiria la plenitud econòmica catalana si no es potenciava la creació artística pròpia. Deia que la dissociació dels interessos materials (comerç i indústria) dels espirituals (cultura i art) havien provocat la degeneració política, cultural i econòmica.
A partir de 1899, Casellas va concentrar els esforços en l'escriptura de la seva única novel·la, Els sots feréstecs, que és considerada com la primera novel·la modernista de la literatura catalana. La novel·la era un gènere que, aleshores, es considerava poc idoni per a donar sortida a la intensa subjectivitat emotiva que caracteritzava la literatura modernista, i que semblava tenir més sortida amb la poesia i la narració curta.
El mateix 1899, a instàncies d'Enric Prat de la Riba, es va incorporar com a redactor en cap a La Veu de Catalunya, el diari de la Lliga Regionalista, abandonant La Vanguardia. Aquest és un fet significatiu, ja que situa ideològicament Casellas al costat del catalanisme regenerador i posa al seu abast les pàgines d'un diari català que li permet publicar contes amb regularitat. La mateixa novel·la Els sots feréstecs va començar a publicar-se en La Veu i es va publicar en un volum el 1901.
L'any 1902 es va crear la Junta de Museus, de la qual era un dels vocals. Dins de la Junta, es va decidir organitzar una exposició sobre l'art català de tots els temps, cosa que va impulsar Casellas a continuar el seu treball de recerca sobre la història de la pintura catalana, cosa que li va comportar un fort debat amb Salvador Sampere sobre aquestes qüestions històriques.
Fins a la seva mort, Casellas va ser redactor en cap de La Veu, alhora que va continuar escrivint relats que va aplegar en els volums Les multituds (1906) i Llibre d'històries (1909).
Durant els fets de la Setmana Tràgica, l'any 1909, Casellas va ser confós per una patrulla del sometent, que va disparar contra ell. Tot i sortir il·lès de l'accident, els nervis de Casellas se'n van ressentir. Aquest fet, afegit als conflictes amb Enric Prat de la Riba, el convenciment que seria despatxat de La Veu de Catalunya i la sensació de sentir-se desplaçat per la nova generació noucentista, van provocar-li una crisi depressiva que el va dur al suïcidi. El capvespre del dia de difunts de 1910, va llençar-se al pas d'un tren, prop de l'estació de Sant Joan de les Abadesses. Fou enterrat al cementiri d'aquesta població. Tot i que havia comprat un mes abans un ninxol, la familia no ho sabia i va ser enterrat en un altre, no van ser identificades les restes fins al 1994. Ramon Casas va assistir a l'enterrament i va pintar un quadre sobre aquest fet, conegut com a Enterrament de Raimon Casellas (1910)
Una selecció dels articles sobre estètica i crítiques d'art que Casellas havia publicat en La Vanguardia van ser aplegats pòstumament en dos volums: Etapes estètiques (1916 i 1918). Fou acadèmic de l'ara anomenada Reial Acadèmia Catalana de Belles Arts de Sant Jordi (1909).

## La col·lecció Casellas
També fou un gran col·leccionista d'art. Va reunir prop de 4.000 dibuixos i gairebé 400 gravats de 250 artistes diferents. La seva col·lecció va passar a formar part del fons del Museu Nacional d'Art de Catalunya el 1911. En la col·lecció, es troben obres de Viladomat, Francesc Agustín, Pere Pasqual Moles, Pere Pau Montaña, Antoni Casanova, Ramon Amadeu i Blai Ametller, entre d'altres.
També son importants els escrits -conservats curosament- que li adreçaren molts dels personatges del l'art i la política de l'època: Prat de la Riba, Rusiñol, Casas, Eugeni d'Ors, Ixart, Nonell, entre molts.

## Obres

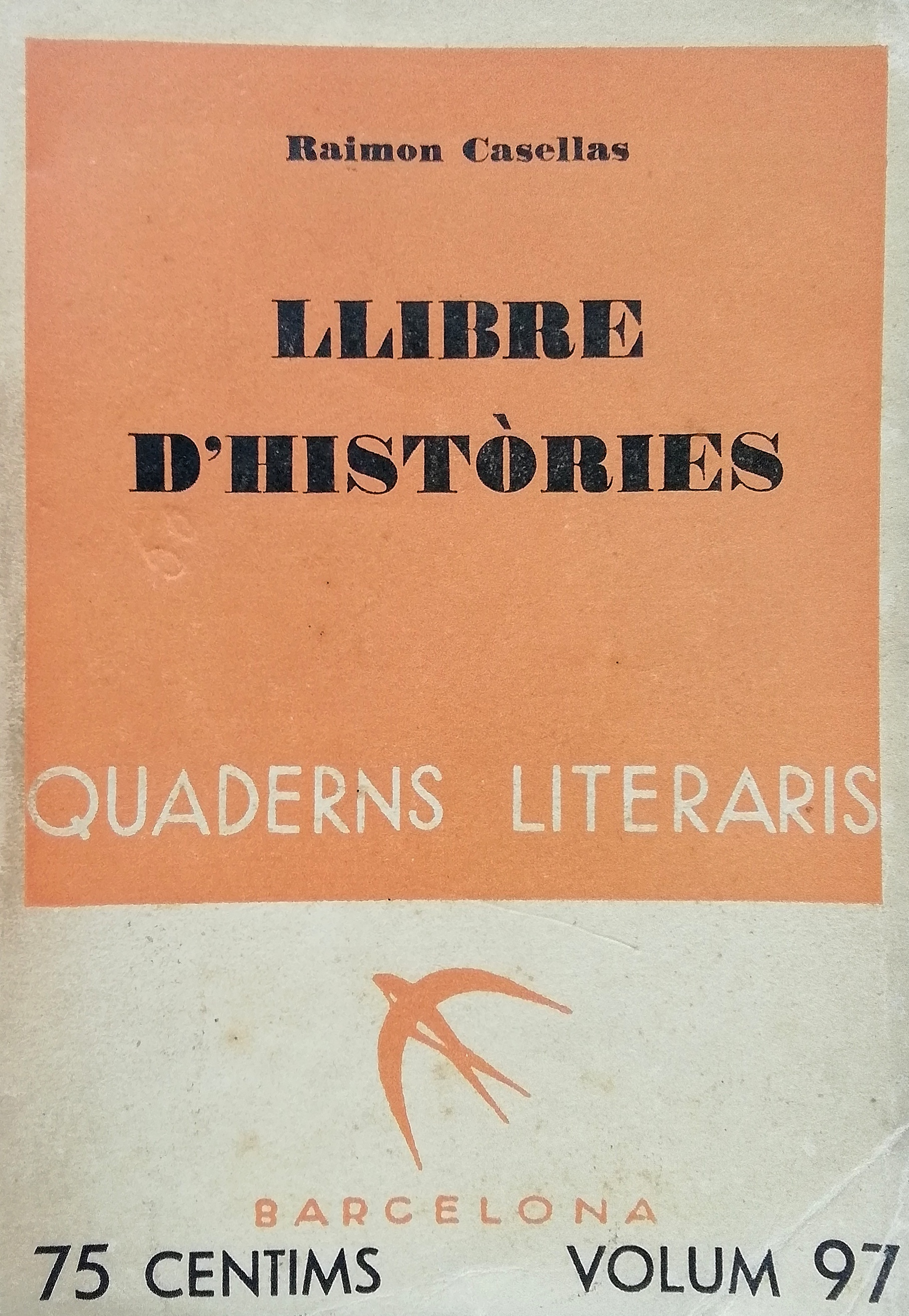
Llibre d'històries de Raimon Casellas en una edició publicada a Barcelona l'any 1936 dins la col·lecció Quaderns Literaris

### Narrativa
- Els sots feréstecs, 1901. Primera novel·la modernista.
- Les multituds, 1906. Recull de contes.
- Llibre d'històries, 1909. Recull de contes.
- La damisel·la santa, 1918.
- Deu-nos aigua, Majestat! (1898). Premi extraordinari dels Jocs Florals de Barcelona.

### Assaig
- El dibuixant païsista Lluís Rigalt, 1900.
- Etapes estètiques I, 1916. Societat Catalana d'Edicions.
- Etapes estètiques II, 1918. Societat Catalana d'Edicions.

### Historiador
- La pintura gòtica catalana del segle XV (conferència 1llegida el 31 d'octubre de 1892 a l'Ateneu Barcelonès).
- Història documental de la pintura catalana (1008-1799) (inèdit). Premi de la Societat Econòmica Barcelonesa d'Amics del País.